# Matra (motorfiets)
Matra is een historisch motorfietsmerk.
Ze werden geproduceerd door Laszlo Urbach Motorradwerk, Boedapest van 1938 tot 1947.
Dit was een Hongaarse fabriek van de voormalige coureur Laszlo Urbach. Hij bouwde 98- en 198cc-tweetakten met inbouwmotoren van Sachs en Ardie.
De Matra-motorfietsen zagen er erg iel uit, maar waren dan ook zeer licht gebouwd. Er was een beperkte voorvering door middel van een telescoopvork, maar geen achtervering. Onder het zweefzadel zat een kleine, ronde gereedschapskist die soms ook als verbrandtrommel dienstdeed. Omdat het voorspatbord niet meeveerde was het hoog boven het voorwiel gemonteerd, wat de machines een weinig sportieve uitstraling gaf. Toch werden ze wel degelijk in (nationale) wedstrijden ingezet.